# マヌエル・フェットナー
- マヌエル・フェッツナー

マヌエル・フェットナー（1985年6月17日 - ）はオーストリア、ウィーン出身のスキージャンプ選手である。

## プロフィール
フェットナーは若くしてその才能を発揮した。1999/2000シーズン、14歳のフェットナーは国際大会で活躍、アルペンカップで2勝、2000年3月には来日、宮様スキー大会ノーマルヒルで優勝するなど好成績を残した。
2000/01シーズンのスキージャンプ週間に開催国枠で出場、ワールドカップデビューするとビショフスホーフェンでは5位となって周囲を驚かせた。同年のノルディックスキージュニア世界選手権では個人・団体ともに銀メダルを獲得。
2001/02シーズンはワールドカップで19ポイント獲得したが主戦場はコンチネンタルカップであり総合9位となった。以後オーストリアチームの厚い選手層に阻まれて永らくコンチネンタルカップで戦い続けた。
自国開催となった2005年冬季ユニバーシアードではノーマルヒルとラージヒルの2冠を達成、団体では銅メダルだった。
ようやく2010/11シーズンにワールドカップで初表彰台（2010年12月29日オーベルストドルフで3位）を達成、シーズン総合でそれまでの最高の12位となった。
2013年ノルディックスキー世界選手権代表に初選出され個人ノーマルヒル20位、個人ラージヒル15位、団体ラージヒルでは金メダルを獲得した。2016年スキーフライング世界選手権では個人25位、団体3位のメンバーとなった。
2016/17シーズンは、3位2回を含む10回の1桁順位となり、総合10位で終えた。2017年ノルディックスキー世界選手権では個人ノーマルヒル12位、個人ラージヒル18位、団体3位のメンバーとなった。平昌オリンピックでは個人ノーマルヒル23位、個人ラージヒル32位、団体4位のメンバーとなった。2019年ノルディックスキー世界選手権では個人ラージヒルで24位であった。
2022年北京オリンピックでは個人ノーマルヒルで銀メダル、団体ラージヒルで金メダルを獲得した。
2022/23シーズンはワールドカップで2度の表彰台を獲得し、総合10位で終えた。
2023/24シーズンはワールドカップにフル出場し、総合12位となった。フライング世界選手権バート・ミッテルンドルフ大会では団体銀メダルのメンバーとなった。
コンチネンタルカップでは2024/25シーズン終了までに史上1位の通算31勝をあげている。

## 主な競技成績

### オリンピック
- 2018年平昌オリンピック（韓国）
  - 個人ノーマルヒル 23位
  - 個人ラージヒル 32位
  - 男子団体ラージヒル 4位（シュテファン・クラフト、マヌエル・フェットナー、グレゴア・シュリーレンツァウアー、ミヒャエル・ハイボック）

- 2022年北京オリンピック（中国）
  - 個人ノーマルヒル 2位
  - 個人ラージヒル 7位
  - 混合団体ノーマルヒル 5位（ダニエラ・イラシュコシュトルツ、シュテファン・クラフト、リザ・エダー、マヌエル・フェットナー ）
  - 男子団体ラージヒル 1位（シュテファン・クラフト、ダニエル・フーバー、ヤン・ヘール、マヌエル・フェットナー ）